# IBM 왓슨 연구소

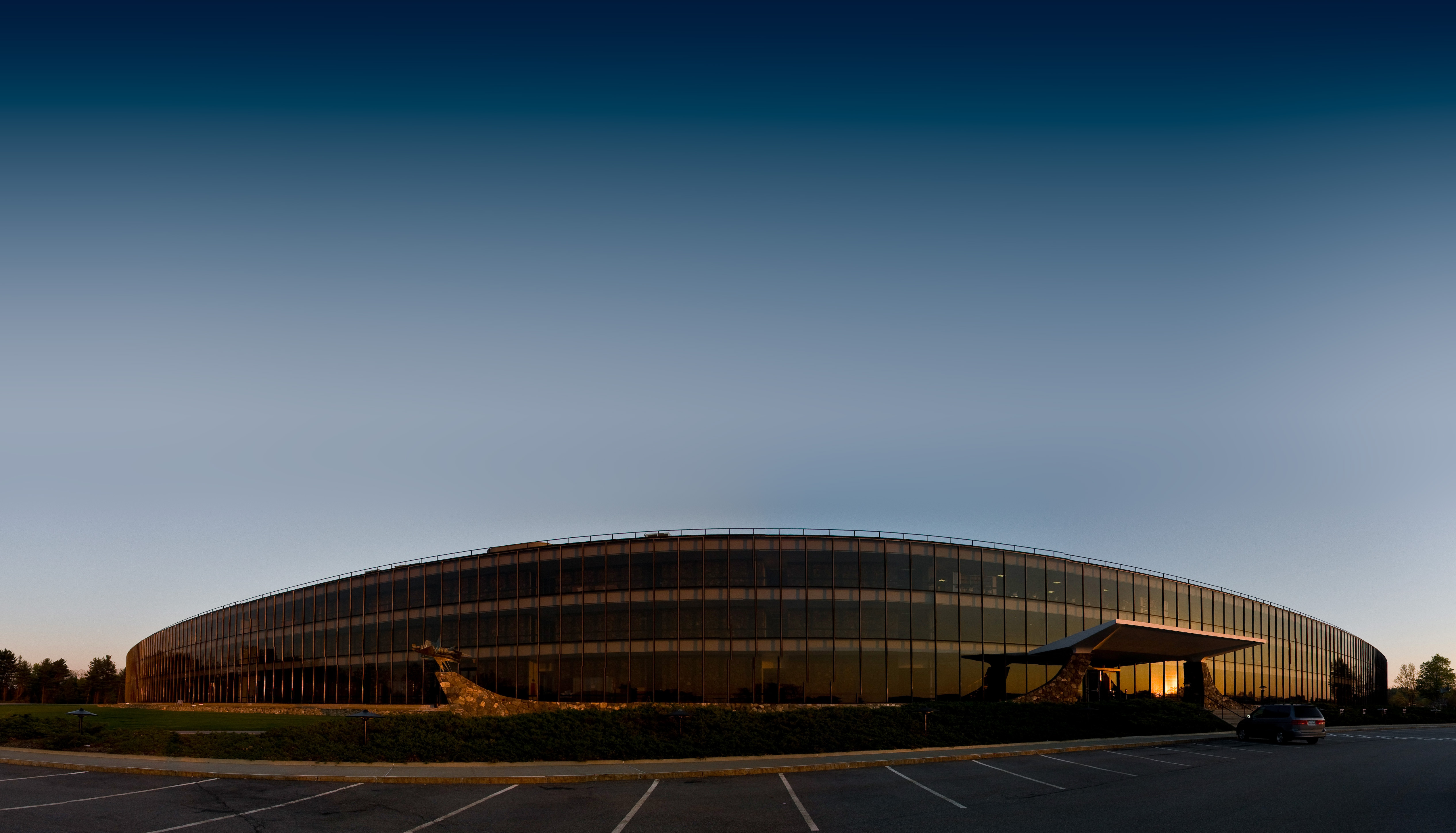
왓슨 연구소의 중앙 건물.

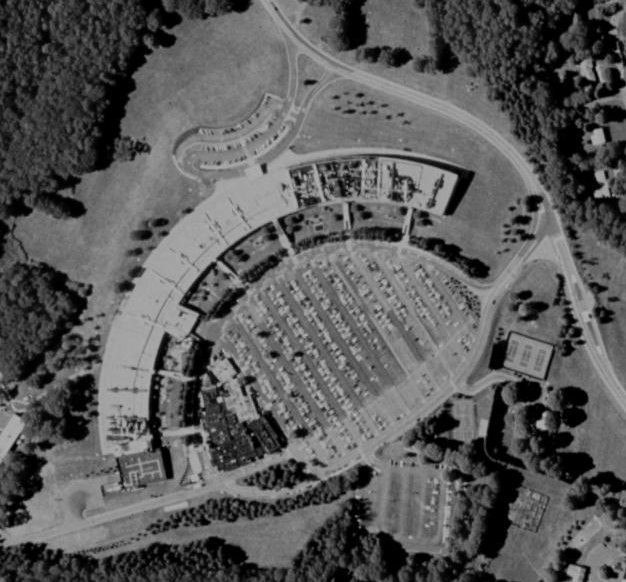
중앙 건물의 위성사진

IBM 왓슨 연구소(영어: Thomas J. Watson Research Center, 토머스 J. 왓슨 리서치 센터)는 IBM 연구 부문을 총괄하는 IBM 내 조직이자 본부 연구 센터이다.
IBM 왓슨 연구소는 세 곳에 나뉘어 위치한다. 하나는 뉴욕 시에서 약 61 km 북쪽에 있는 뉴욕주 요크타운 하이츠에 있고, 다른 하나는 뉴욕주 호손에 있으며, 나머지 하나는 매사추세츠주 케임브리지에 있다.
이 연구 센터는 토머스 J. 왓슨 시니어와 토머스 J. 왓슨 주니어 모두의 이름을 따 명명되었다. 이들은 각각 IBM의 회장과 CEO로서 1915년(이 때 IBM의 이름은 컴퓨팅 태뷸레이팅 레코딩 코퍼레이션)부터 1971년까지 재직하였다.
IBM 왓슨 연구소의 주요 연구 분야는 하드웨어 (물리학과 반도체공학 연구), 서비스 (비즈니스 모델링, 컨설팅, 경영과학(오퍼레이션즈 리서치), 소프트웨어 (프로그래밍 언어, 보안, 음성 인식, 데이터 관리, 협업 도구) 및 시스템 (운영 체제, 서버 설계) 등을 망라한다. 또한 정보 기술 산업을 측면에서 지원하는 기타 수학과 과학 연구를 시도하고 있다.
연구 센터는 1945년 컬럼비아 대학교 내에 세워졌다. 당시 이름은 왓슨 과학 컴퓨팅 실험실(영어: Watson Scientific Computing Laboratory)이었다. 뉴욕 시 116번가에 들어섰는데, 나중에 1953년 들어서 115번가로도 확장하였다. 1957년, 연구 본부가 요크타운 하이츠로 이전하였다. 이곳의 새로운 연구실은 1961년에 완공되었는데, 이 건물은 건축가 에로 사리넨이 설계하였다. 115번가에 있던 연구소는 1970년 폐쇄되었다. IBM은 조금 뒤에 뉴욕 시에 있던 건물을 컬럼비아 대학교에 기증하였다. 현재 이 건물에는 "카사 히스파니카"(Casa Hispanica)와 "왓슨 홀"(Watson Hall)이라는 이름이 붙어 있다. 연구 센터는 1984년에 뉴욕주 호손으로 확장하였다.
왓슨 연구소에서 일했던 사람 중 유명한 사람들로는, 현 IBM CEO 아르빈드 크리슈나, 브누아 망델브로, 해리 마코위츠 등이 있다.